# U 753 (Kriegsmarine)
De U 753 was een VIIC-klasse U-boot van de Duitse Kriegsmarine tijdens de Tweede Wereldoorlog. Hij stond onder bevel van fregatkapitein Alfred Manhardt von Mannstein.

## Geschiedenis
De U 753 werd op stapel gezet op 9 oktober 1939 op de Kriegsmarinewerft Wilhelmshaven (KMW), Wilhelmshaven (werk 136). De tewaterlating gebeurde op 26 april 1941. Op 18 juni van dat jaar kreeg Kvtkt. Alfred Manhardt von Mannstein de U 753 onder zijn bevel.
Op 26 januari 1942 werd de U-boot licht aangevaren en beschadigd in een aanval door een Britse escortetorpedobootjager in de Noord-Atlantische Oceaan. De U 753 kon wel beschadigd terugkeren naar zijn thuishaven St. Nazaire, Frankrijk, waar hij op 1 februari toekwam. Hij werd daar hersteld en daarna weer op oorlogspatrouille ingezet op 29 februari voor 29 dagen op zee. Tussen 20 mei en 27 mei 1942, bracht hij drie vrachtschepen tot zinken en beschadigde ze er twee. De U 753 kreeg daarna de orders om naar La Pallice zijn basis op te zoeken en van daaruit op oorlogspatrouilles te vertrekken. Op 5 mei 1943 vertrok hij voor het laatst vanuit deze Franse U-bootbasis.

### Aanvallen op deU 753
Op 13 mei 1943 werd de U 753 op 08:30 belaagd door een Canadees Short Sunderland-watervliegtuig van 423 Sqdn RCAF/G, proefF/L J. Musgrave, tien zeemijlen van konvooi HX-237. Door het AA-snelvuurkanon van de U 753 verhinderde een aanval van de Short Sunderland, zodat de Short Sunderland de boot voor de volgende 20 minuten bleef schaduwen, met slechts af en toe aanvallen met hun boordwapens - zij vuurde rond de 2.000 mitrailleurschoten en schoot uiteindelijk zelf in brand doordat ze werd geraakt door één snelvuurkanontreffer van de Duitse U-boot. HMCS Drumheller dwong toen de boot, door geschutvuur weg te duiken en de brandende Short Sunderland liet onmiddellijk twee dieptebommen vallen voor de duikroute van de U-boot. Een Fairey Swordfish-vliegtuig van het Britse escortevliegdekschip HMS Biter kwam aangevlogen en merkte de duikplaats van de U 753 met rookvlotters. Het korvet werd spoedig aangesloten bij HMS Lagan en samen bombardeerden zij de U 753 met dieptebommen. - (Bronnen: Franks/Zimmerman).

## Ondergang
De U 753 verging op 13 mei 1943, in de Noord-Atlantische Oceaan, in positie 48° 37′ 0″ NB, 22° 39′ 0″ WL door dieptebommen van het Canadese korvet HMCS Drumheller, het Britse fregat HMS Lagan en bommen van een Canadees Short Sunderland-vliegtuig (RCAF Squadron 423/G). Alle 47 man en hun commandant Alfred Manhardt von Mannstein, kwamen hierbij om.